# Pouxeux
Pouxeux è un comune francese di 2 018 abitanti situato nel dipartimento dei Vosgi nella regione del Grand Est.

## Società

### Evoluzione demografica
Abitanti censiti